# Luka Parkadze
Luka Parkadze (georgiano: ლუკა პარკაძე, romanizado: luk'a p'ark'adze; Tiflis, Georgia, 27 de julio de 2005) es un futbolista georgiano que juega como centrocampista en el F. C. Dinamo Tbilisi de la Erovnuli Liga.

## Trayectoria
Es canterano del F. C. Dinamo Tbilisi, y empezó a jugar con su primer equipo en la Erovnuli Liga en 2022, a la edad de 17 años. Firmó un precontrato con el Bayern de Múnich II el 18 de agosto de 2022, a partir de la temporada 2023-24.
El 28 de septiembre de 2022 fue nombrado por el periódico inglés The Guardian como uno de los mejores jugadores nacidos en 2005 en todo el mundo.

## Selección nacional
Es internacional juvenil con Georgia, con la que ha jugado en las selecciones sub-17 y sub-18.

## Estilo de juego
Es un jugador versátil que puede jugar de 8, de 10 o de extremo. Sabe pasar bien con ambos pies, es un gran regateador y tiene una gran visión de juego.

## Estadísticas

### Clubes
Actualizado al último partido disputado el 29 de octubre de 2022.
| Club                         | Div.          | Temporada     | Liga  | Liga  | Liga   | Copas nacionales | Copas nacionales | Copas nacionales | Copas internacionales | Copas internacionales | Copas internacionales | Total | Total | Total  |
| Club                         | Div.          | Temporada     | Part. | Goles | Asist. | Part.            | Goles            | Asist.           | Part.                 | Goles                 | Asist.                | Part. | Goles | Asist. |
| ---------------------------- | ------------- | ------------- | ----- | ----- | ------ | ---------------- | ---------------- | ---------------- | --------------------- | --------------------- | --------------------- | ----- | ----- | ------ |
| F. C. Dinamo Tbilisi Georgia | 1.ª           | 2022          | 3     | 0     | 0      | 1                | 0                | 0                | 0                     | 0                     | 0                     | 4     | 0     | 0      |
| F. C. Dinamo Tbilisi Georgia | 1.ª           | 2023          | 0     | 0     | 0      | 0                | 0                | 0                | 0                     | 0                     | 0                     | 0     | 0     | 0      |
| F. C. Dinamo Tbilisi Georgia | Total club    | Total club    | 3     | 0     | 0      | 1                | 0                | 0                | 0                     | 0                     | 0                     | 4     | 0     | 0      |
| Total carrera                | Total carrera | Total carrera | 3     | 0     | 0      | 1                | 0                | 0                | 0                     | 0                     | 0                     | 4     | 0     | 0      |